# Операционная зона

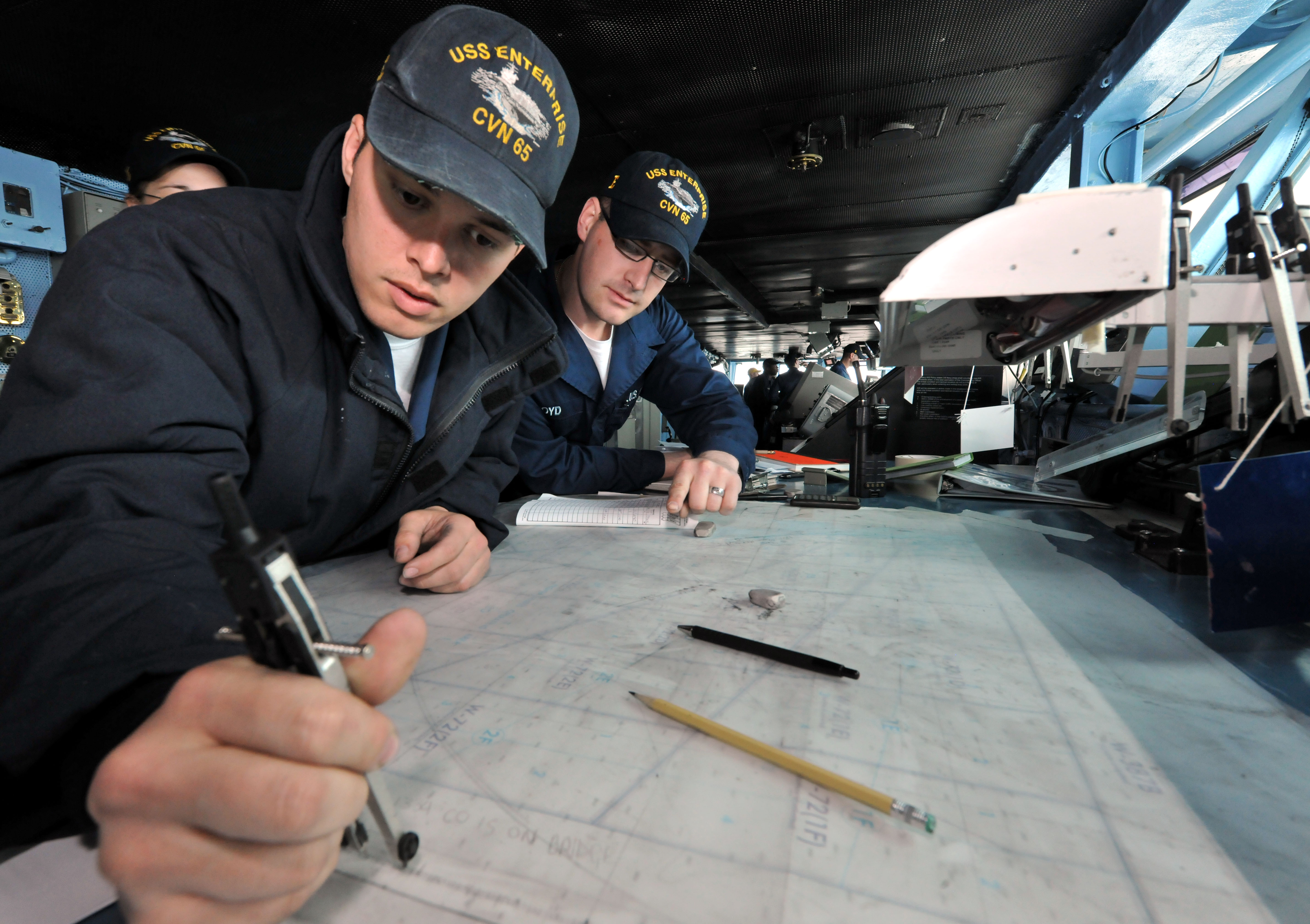
Разметка позиций боевых единиц на борту американского авианосца «Энтерпрайз»

Операционная зона — военный термин, обозначающий часть акватории морского или океанского театра военных действий, в пределах которого осуществляется систематическая активность военно-морских сил (действующих флотов). 
В операционной зоне поддерживается установленный оперативный режим, непрерывно ведётся разведка, обеспечивается базирование и развёртывание сил флота для ведения боевых действий.
Между операционными зонами объединений военно-морских флотов государств-союзников могут быть установлены границы. Внутри операционной зоны сил флота могут быть выделены операционные зоны для входящих в него флотилий и военно-морских баз, причём операционная зона военно-морской базы в целях борьбы с надводными, подводными плавсредствами, летательными аппаратами и диверсионными силами противника обычно оснащается разнообразными (радиотехническими, гидроакустическими и тому подобное) средствами наблюдения за поверхностью океана, воздушным пространством и подводной средой.
Распределение операционных зон и их пространственная протяжённость зависят от баланса военно-морских сил противоборствующих сторон, характера решаемых боевых задач, военно-политической обстановки и физико-географических условий на театре военных действий. Границы операционных зон сил флота могут меняться с изменением какого-либо из этих параметров.